# ماتیاس استامن
ماتیاس استامن ۱۲۳۳۳ساله(انگلیسی: Matthias Stammann؛ زادهٔ ۸ مهٔ ۱۹۶۸) بازیکن فوتبال اهل آلمان است.
از باشگاه‌هایی که در آن بازی کرده‌است می‌توان به باشگاه فوتبال بایر ۰۴ لورکوزن، باشگاه فوتبال دینامو درسدن، باشگاه فوتبال اس‌سی فورتونا کلن، و باشگاه فوتبال وولفسبورگ اشاره کرد.